# Ізофлуран
Ізофлуран — загальний анестетик, що використовується для початку або підтримки анестезії. Використовується у поєднанні з киснем чи оксидом азоту.

## Використання
Для забезпечення точного контролю концентрації слід застосовувати випарники, відкалібровані спеціально для ізофлурану.

### Загальна анестезія
З віком значення мінімальної альвеолярної концентрації (МАК) ізофлурану зменшуються. Так, у 20-річних людей МАК ізофлурану в кисні в середньому становить 1,28 %, у 40-річних — 1,15 %, а у 60-річних — 1,05 %. У новонароджених дітей МАК ізофлурану в кисні дорівнює 1,6 %, у дітей від 1 до 6 місяців — 1,87 %, а від 6 до 12 місяців — 1,80 %.

### Премедикація
Препарати для премедикації необхідно підбирати для кожного пацієнта окремо, з урахуванням здатності ізофлурану пригнічувати дихання. Ще одним питанням вибору є застосування антихолінергічних засобів.

### Введення у наркоз
Застосовують короткодіючі барбітурати або інші внутрішньо венні препарати для введення у наркоз з подальшою інгаляцією сумішшю ізофлурану. Можна застосовувати суміш ізофлурану з киснем або з киснем і закисом азоту. Введення у наркоз за допомогою ізофлурану рекомендується розпочинати із застосування концентрації 0,5 %. Хірургічний рівень анестезії досягається протягом 7 — 10 хвилин, для чого достатньо концентрації від 1,5 % до 3,0 %.

### Підтримання наркозу
Хірургічний рівень анестезії можна підтримувати за допомогою 1,0 — 2,5 % ізофлурану в суміші кисню/закису азоту. Якщо ізофлуран вводиться тільки з киснем, може знадобитися збільшення його концентрації на 0,5 — 1,0 %. У разі необхідності додаткового розслаблення м'язів можна застосовувати додатково міорелаксант.
За відсутності додаткових ускладнюючих факторів, рівень артеріального тиску під час підтримання наркозу обернено пропорційний альвеолярній концентрації ізофлурану. При глибокому наркозі може відбуватися значне зниження артеріального тиску, і в такому разі для його підвищення необхідно дещо зменшити концентрацію ізофлурану при його вдиханні.

### Відновлення
Концентрація ізофлурану може бути знижена до 0,5 % на початку закриття операційної рани, а потім до 0 % в кінці операції, за умови, що анестезіолог переконався, що ефект будь-якого препарату, що блокує нервову систему, було подолано і пацієнт більше не паралізований.
Після припинення всіх видів анестезії дихальні шляхи пацієнта повинні бути вентильовані кілька разів з киснем 100 % до повного одужання пацієнта. Відновлення після анестезії наступає швидко.

## Фармакодинаміка
Введення у наркоз і особливо виведення з наркозу здійснюється швидко. Хоча слабий їдкий запах препарату може уповільнювати швидкість введення у наркоз, це не спричиняє надмірного слиновиділення та появи трахео-бронхіальних виділень. Глоткові та гортанні рефлекси послаблюються швидко. Ізофлуран дозволяє швидко змінювати рівень анестезії. Частота серцевих скорочень залишається стабільною. По мірі того, як збільшується глибина наркозу, відбувається пригнічення самостійного дихання, тому необхідно ретельно контролю вати дихання і у разі необхідності стимулювати його.
Під час введення у наркоз відбувається зниження артеріального тиску, який на початку хірургічного втручання відновлюється до нормального рівня. Ступінь зниження артеріального тиску під час введення у наркоз прямо пропорційний глибині наркозу, проте ритм серцевих скорочень при цьому залишається стабільним. При підтриманні дихання і нормального парціального тиску вуглекислого газу серцевий викид практично не змінюється, незалежно від збільшення глибини наркозу. Це зумовлено, в першу чергу, компенсаторним підвищенням частоти серцевих скорочень, яке відбувається при зменшенні ударного об'єму крові. При спонтанному диханні поява гіперкапнії може спричинити збільшення частоти серцевих скорочень і серцевого викиду до величин, які перевищують значення перед засинанням.
При поверхневому наркозі церебральний кровотік не змінюється, але при збільшенні глибини наркозу він підвищується. Зростанню тиску спинномозкової рідини можна запобігти або усунути шляхом гіпервентиляції, яку проводять на початку або під час анестезії.
При застосуванні ізофлурану дуже рідко виникають зміни на електроенцефалограмі (ЕЕГ) або з'являються судоми. Загалом, при введенні ізофлурану реєструється така ж сама ЕЕГ, як і при застосуванні інших летких анестетиків.
Ізофлуран здатний підвищувати чутливість міокарда до адреналіну меншою мірою, ніж енфлуран. Деякі дані свідчать про те, що у хворих під час анестезії ізофлураном підшкірне введення до 50 мл розчину адреналіну у співвідношенні 1: 200 000 не спричиняє шлуночкової аритмії.
При звичайному рівні анестезії виникає розслаблення м'язів, достатнє для проведення деяких внутрішньо порожиинних операцій, проте для більшого розслаблення можна проводити внутрішньовенне введення міорелаксантів у невеликих дозах.

## Принцип дії
Подібно до багатьох загальних анестетиків, точний механізм дії не визначений. Ізофлуран знижує больову чутливість і розслаблює м'язи, зв'язуючись з рецепторами ГАМК, глутамату та гліцину. Також він потенціює активність рецепторів гліцину, що знижує моторну функцію. Ізофлуран пригнічує рецепторну активність підтипів глутаматних рецепторів NMDA та пригнічує провідність в активованих калієвих каналах. Ізофлуран також впливає на внутрішньоклітинні молекули. Він пригнічує кальцієві АТФази плазматичної мембрани (PMCA), що впливає на плинність мембрани, перешкоджаючи потоку іонів кальцію через мембрану, що, у свою чергу, впливає на деполяризацію нейронів.. Він зв'язується з субодиницею D АТФ-синтази та НАДН-дегідрогенази. Загальна анестезія ізофлураном знижує концентрацію ендоканабіноїдів анандамідів у плазмі, і це може призводити до зниження стресу після втрати свідомості.

## Фармакокінетика
Ізофлуран має дуже низьку розчинність в крові і тканинах організму. Такі низькі результати розчинності призводять до швидкого розвитку альвеолярного парціального тиску, достатнього для анестезії. В організмі людини ізофлуран майже не зазнає метаболічного розпаду. В після операційний період із сечею у вигляді метаболітів виводиться лише 0,17 % від введеної дози ізофлурану. Максимальна концентрація неорганічних фторидів в сироватці крові в середньому становить менше 5 мкМ/л і спостерігається приблизно через 4 години після анестезії з поверненням до нормального рівня протягом 24 годин. Після введення ізофлурану не відмічалось випадків порушення функціональної активності нирок. Було показано, що відомі метаболіти ізофлурану не виявляють токсичної дії або їх концентрація настільки низька, що вони не можуть завдати шкоди організму